# Abukuma (1923)
Abukuma (jap. 阿武隈 軽巡洋艦 Abukuma kei-jun'yō-kan) − japoński krążownik lekki z okresu II wojny światowej, piąta jednostka typu Nagara. Zwodowany 16 marca 1923 roku, wszedł do służby w Dai-Nippon Teikoku Kaigun (Cesarska Marynarka Wojenna Wielkiej Japonii) 26 maja 1925 roku. Nazwa jednostki wywodzi się od rzeki Abukuma w regionie Tōhoku. Okręt brał udział w m.in. w wojnie japońsko-chińskiej, walkach na Pacyfiku, operował w rejonie Alaski oraz uczestniczył w bitwie w zatoce Leyte, podczas to której 26 października 1944 roku został zatopiony.
Uzbrojenie główne stanowiło początkowo siedem pojedynczych dział kalibru 140 mm. Wyporność standardowa krążownika wynosiła 5170 ts, a długość 162,15 m. Napęd stanowiły cztery zespoły turbin, do których parę dostarczało dwanaście kotłów. „Abukuma” była w stanie osiągnąć maksymalną prędkość wynoszącą 36 węzłów, jednak po modernizacji z przełomu lat 1937–1938 prędkość spadła do 32 węzłów.

## Zamówienie i budowa
„Abukuma” powstał jako piąta jednostka z serii krążowników lekkich typu Nagara – stanowiących rozwinięcie znajdujących się jeszcze wówczas w budowie jednostek typu Kuma. Okręty te powstały na mocy decyzji dowództwa Japońskiej Marynarki Wojennej z roku 1917 o budowie ośmiu krążowników o wyporności normalnej wynoszącej 5500 ts. W 1918 roku zamówienie poszerzono o dodatkowe trzy okręty. W ten sposób Flota Cesarska zyskała pięć okrętów typu Kuma oraz sześć jednostek typu Nagara, których przedstawicielem był właśnie „Abukuma”. Okręty obu typów wybudowano w tym samym układzie kadłuba i rozwiązań technologicznych zastosowanych przy budowie krążowników. W stosunku do okrętów reprezentujących projekt Kuma, krążowniki typu Nagara miały większy pomost bojowy, który zyskał kilka dodatkowych kondygnacji, oraz wyrzutnie torpedowe większego kalibru.
Stępkę pod budowę „Abukumy” położono 8 grudnia 1921 roku w stoczni Uraga Dock Corp. w Uradze. Wodowanie krążownika odbyło się 16 marca 1923 roku, zaś uroczyste wprowadzenie do służby miało miejsce 26 maja 1925 roku w mieście Kure.

## Opis

### Skrócony opis konstrukcji
Kadłub krążowników typu Nagara miał 162,15 m długości całkowitej, zaś na linii wodnej długość wynosiła 156,65 m. Szerokość jednostki wynosiła 14,17 m, natomiast jej zanurzenie wynosiło 4,85 m. Wyporność standardowa wynosiła 5170 ts, zaś normalna 5690 ts. Pełna wyporność okrętów tego typu po modernizacji w 1936 roku wynosiła 7737–7997 ton. Załoga jednostki liczyła nominalnie 450 osób, w tym 37 oficerów. W przypadku, kiedy okręt miał pełnić funkcję okrętu flagowego, to zaokrętowane było na nim dodatkowych 27 osób (w tym 5 oficerów).
„Abukuma” napędzana była przez cztery zespoły turbin parowych systemu Parsonsa, do których parę dostarczało dwanaście kotłów opalanych paliwem płynnym i węglem. Po modernizacji kotły opalano wyłącznie paliwem płynnym. Każdy zespół turbin za pośrednictwem własnej przekładni redukcyjnej napędzał swoją linię wału napędowego, zakończoną pojedynczą, trójpłatową śrubą napędową. Układ napędowy generował maksymalną moc wynoszącą 90 000 KM, co pozwalało osiągnąć krążownikowi maksymalną prędkość prawie 36 węzłów. Zasięg jednostki wynosił 8500 Mm przy prędkości 10 węzłów, 6000 Mm przy 14 węzłach oraz 1000 Mm przy prędkości wynoszącej 23 węzły. Energię elektryczną na okręcie zapewniały dwa spalinowe generatory prądu stałego o mocy odpowiednio 66 i 88 kW. Generowały one prąd o napięciu 110 V, a zainstalowano je w przedziale maszynowni.
Zastosowany układ opancerzenia kadłuba obejmował pas pancerny o grubości 63,5 mm, łączący się z pokładem górnym, o długości 73,17 m oraz wysokości 4,87 m, z czego 0,84 m znajdowało się poniżej linii wodnej. Pas ten znajdował się na obu burtach i chronił pomieszczenia kotłowni oraz maszynowni przed pociskami dział kalibru do 102 mm. Wykonany był z dwóch warstw stali o wysokiej odporności na rozciąganie. Pokład główny jednostki pokryto płytami pancernymi o grubości 28,5 mm. Główne działa kal. 140 mm osłonięto maskami pancernymi o grubości 10 mm. Komory amunicyjne dział głównych zostały opancerzone płytami o grubości 32 mm, natomiast opancerzenie podajników amunicyjnych wynosiło 16 mm.

### Uzbrojenie i wyposażenie

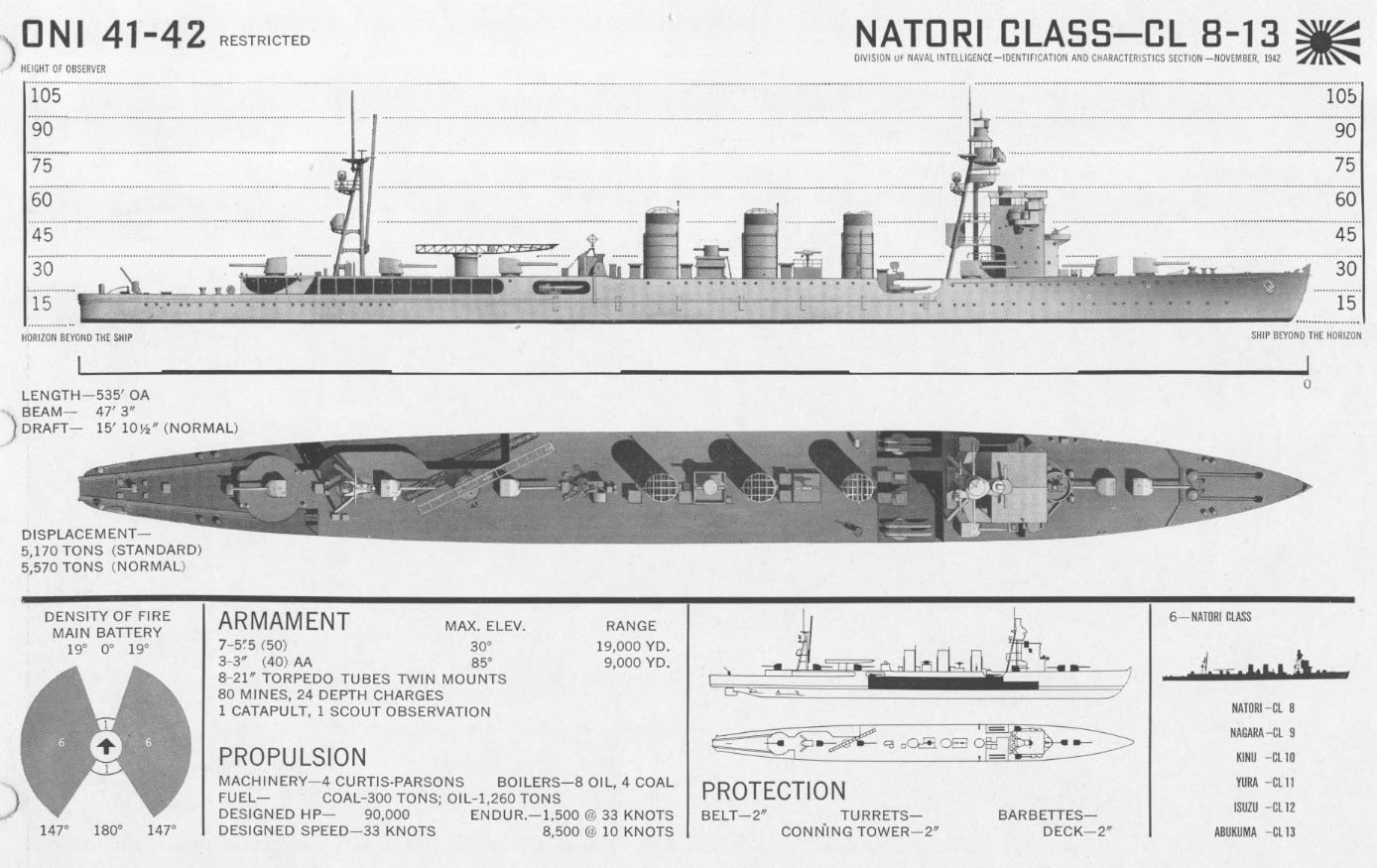
Sylwetka okrętów typu Nagara (poniżej schemat kątów ostrzału artylerii i schemat opancerzenia)

Okręt miał dwa maszty: jeden za dziobówką, a drugi na śródokręciu w okolicach rufy. Na dziobowym maszcie znajdował się dalocelownik Typu 13 służący do kierowania ogniem artyleryjskim, stanowisko dowodzenia artylerią i dwa reflektory. W maju 1943 roku okręt otrzymał radar ostrzegania powietrznego typu 21, zaś na przełomie czerwca i lipca 1944 roku na krążowniku zamontowano radar ostrzegania nawodnego Typu 22.
Okręt wyposażono pierwotnie w platformę startową dla samolotu myśliwskiego Mitsubishi 1MF, znajdującą się na dziobie przed nadbudówką, z hangarem w nadbudówce, która nie okazała się jednak praktyczna i nie była używana. Platforma ta została zastąpiona przez obrotową katapultę typu Kure Nr 2 Model 3 zamontowaną na pokładówce rufowej. Od czasu instalacji katapulty okręt używał wodnosamolotów Nakajima E8N lub Kawanishi E7K. Ostatni typ samolotu używany był wtedy, gdy okręt pełnił rolę jednostki flagowej.
W momencie wejścia do linii krążownik uzbrojony był w siedem głównych dział okrętowych L/50 Typ 3 kalibru 140 mm, na pojedynczych stanowiskach osłoniętych maskami pancernymi. Dwa działa umiejscowione były na dziobie, w układzie tandemu. Lufa działa numer jeden skierowana była w kierunku dziobu, zaś lufę działa numer dwa w położeniu marszowym skierowano na nadbudówkę. Po bokach nadbudówki ulokowano po jednym dziale (jedno na każdą burtę), zaś pozostałe trzy działa zamontowano wzdłuż płaszczyzny symetrii kadłuba – dwa stanowiska umiejscowiono za ostatnim kominem na śródokręciu, a ostatnie działo ulokowane było na rufie. Dla pięciu dział przewidziano zapas pocisków wynoszący 120 sztuk, zaś dla dwóch bocznych dział zapas ten wynosił 105 sztuk. Dodatkowo „Abukuma” dysponowała dwiema armatami salutacyjnymi kal. 57 mm.
W zakresie uzbrojenia przeciwlotniczego „Abukuma” była wielokrotnie przezbrajana. W momencie wejścia do służby składało ono się z dwóch pojedynczych armat przeciwlotniczych kal. 76,2 mm (8 cm), zamontowanych po bokach pierwszego komina. Zapas amunicji dla każdej z armat wynosił 240 sztuk, była ona rozdzielnego ładowania. Uzbrojenie to uzupełniały dwa karabiny maszynowe Typu 3 kalibru 6,5 mm, umiejscowione pomiędzy drugim a trzecim kominem. Na przełomie 1931/1932 roku na okręcie zamontowano stanowisko poczwórnych wkm Hotchkiss kalibru 13,2 mm na platformie przed nadbudówką dziobową (początkowo były zainstalowane na platformie startowej, usuniętej w 1934 roku). Dwie armaty plot. kal. 76,2 mm zastąpiono dwoma podwójnymi stanowiskami karabinów maszynowych Typu 93 kal. 13,2 mm. Karabiny kal. 6,5 mm zostały zastąpione przez dwa karabiny maszynowe Lewis kal. 7,7 mm. Podczas remontu, który odbywał się okresie od 8 października 1942 do 23 listopada 1943 roku, zlikwidowano stanowiska artyleryjskie numer 5 i 7 kalibru 140 mm. W miejscu zdemontowanej armaty numer 7 zamontowano podwójne działo uniwersalne kalibru 127 mm Typu 89. Na przełomie czerwca i lipca 1944 roku po raz kolejny wzmocniono uzbrojenie przeciwlotnicze krążownika, montując na jego pokładzie dodatkowe stanowiska działek kal. 25 mm oraz karabinów kal. 13,2 mm. Łącznie okręt miał 30 luf kal. 25 mm w układzie 4 × III, 2 × II i 14 × I oraz 5 stanowisk karabinów maszynowych kal. 13,2 mm w układzie 5 × I.
Okręt miał także cztery podwójne wyrzutnie torped kalibru 610 mm, do których używano torped Typu 8. „Abukuma” miała także zainstalowane tory minowe dla 48 min morskich.

## Służba

### Okres międzywojenny
„Abukuma” była szóstym i ostatnim okrętem typu Nagara, który przyjęto do służby w Cesarskiej Marynarce Wojennej. Okręt wprowadzono do służby 26 maja 1925 roku. Budowa jednostki uległa jednak opóźnieniu, ponieważ stocznia w której budowano krążownik uległa dużym zniszczeniom podczas trzęsienia ziemi, które miało miejsce 1 września 1922 roku. Sam ukończony w trzech czwartych okręt uległ lekkim uszkodzeniom. Ostatecznie okręt budowano 3,5 roku.
Po wprowadzeniu do służby, 5 czerwca 1925 roku okręt został przedzielony do Setai 3 Pierwszej Floty. Jesienią 1926 roku okręt brał udział w manewrach floty, zaś w maju i czerwcu rok później okręt operował u wybrzeży Chin. W latach 1929–1930 krążownik oddelegowano do rezerwy w Kure. W październiku 1930 roku okręt wziął udział w dużych manewrach floty, gdzie w nocy 20 października „Abukuma” uderzyła z dużą prędkością w lewą burtę krążownika „Kitakami”. W wyniku zderzenia „Kitakami” uległ lekkim uszkodzeniom, a „Abukuma” miał poważnie uszkodzony dziób. Uszkodzenia sięgały do dziobowej armaty numer 1. Okręt odholowano do portu Tateyama przy pomocy pancernika „Mutsu”. Później jednostkę przeholowano do Yokosuki, gdzie dokonano tymczasowych napraw, by okręt był w stanie przepłynąć na remont do portu Kure. Okręt wpłynął do powyższego portu 22 listopada i od kwietnia do grudnia 1931 roku przechodził remont, w wyniku którego zmieniono linię stewy.
W lutym i marcu 1932 roku krążownik wraz z Sentai 3 operował w rejonie Szanghaju, gdzie podczas incydentu szanghajskiego, okręt od lutego do 20 marca 1932 roku wspierał ostrzałem artyleryjskim działania na lądzie. Od grudnia 1932 roku do marca 1933 roku jednostka przeszła modernizację w Kure. 20 maja 1933 roku krążownik oddelegowano do nowo powstałej Sentai 7. Od grudnia 1933 roku „Abukumę” przydzielono do dywizjonu osłony Kure. Od czerwca 1934 roku do lutego 1935 jednostka przeszła kolejną modernizację.
W lutym 1935 roku krążownik przydzielono do 1. Flotylli Niszczycieli (FN), gdzie był okrętem flagowym. W czasie remontu z przełomu października 1935 roku do marca 1936 roku okręt zyskał kotły opalane paliwem płynnym. 1 grudnia 1936 roku okręt przeniesiono do dywizjonu osłony Sasebo. Od 15 kwietnia 1937 roku do 25 lutego 1938 roku w tamtejszej stoczni jednostka przeszła kolejną modernizację, która miała na celu lepsze przystosowanie krążownika do pełnienia funkcji okrętu flagowego FN. Wzmocniono opancerzenie kadłuba oraz pokładu instalując stalowe płyty DS, na przednim niższym maszcie zamontowano nowe platformy wraz z dalocelownikami. Zamontowano także nowy dalmierz 6-metrowy na pomoście nawigacyjnym, zaś po bokach dodano dalmierze nawigacyjne o bazie 1,5 m. W miejsce dwóch karabinów maszynowych po bokach przedniego komina zainstalowano dwa podwójne działka kal. 25 mm. Po przeprowadzonej modernizacji prędkość krążownika spadła do 32 węzłów.
Przez okres od lutego 1938 roku do lutego 1939 roku jednostka pełniła funkcję flagowca 2. FN. 8 lutego 1939 roku krążownik został flagowcem Sentai 8, zaś w 1940 roku okręt został wyznaczony na okręt flagowy 1. FN. We wrześniu i październiku 1940 roku okręt wraz z 1. FN operował w rejonie południowego wybrzeża Chin.

### Lata 1941-1942
W roku 1941 okręt wyposażono w nowocześniejsze torpedy o napędzie tlenowym Typ 93 kal. 610 mm. Do października tego samego roku zespół okrętów operował w rejonie japońskich wód macierzystych. 5 listopada 1941 roku okręt wraz z 1. FN włączono w skład osłony Floty Lotniskowców, która dowodzona była przez wiceadmirała Chūichi Nagumo. 26 listopada 1941 roku krążownik wraz ze swoją Flotyllą Niszczycieli, wyszedł z flotą admirała Nagumo do ataku na Pearl Harbor. 17 stycznia 1942 roku okręt opuścił atol Chuuk i udał się z misją osłony lotniskowców atakujących Rabaul oraz Kavieng. 1 lutego tego samego roku okręt wraz z Sentai 8 miał przeszkodzić amerykańskiemu atakowi na Wyspy Marshalla oraz Wyspy Gilberta. 8 lutego zespół zakotwiczył w rejonie Palau.
W dniach 15–21 lutego 1942 roku okręt wraz z 1. FN osłaniał rajd na Port Darwin. Podczas inwazji na Jawę na przełomie lutego i marca tego samego roku, „Abukuma” wraz z ośmioma innymi niszczycielami przechwytywał statki płynące między Jawą a Australią. 5 kwietnia okręt wraz z Flotyllą i lotniskowcami dowodzonymi przez kadm. Nagumę uczestniczył w ataku na Kolombo, a 9 kwietnia w ataku na Trincomalee. Zespół powrócił do Sasebo 22 kwietnia.
Od 22 kwietnia do 20 maja 1942 roku okręt przebywał w stoczni w Sasebo. Dodatkowo w tym samym czasie okręt włączono wraz z 1. FN do Zespołu Regionu Północnego, który miał za zadanie przejąć Aleuty. 27 maja okręt wyruszył jako część eskorty transportowca „Kinugasa Maru”, który kierował się na wyspy Adak. W trakcie rejsu odwołano operację z powodu niepowodzenia ataku na Midway. Zaokrętowaną piechotę skierowano na Attu, gdzie wylądowała 7 czerwca. Okręty pozostawały w tym rejonie, patrolując go do 18 czerwca. 28 czerwca krążownik oraz Sentai 21 i zespołem dowodzonym przez kadm. Kakuji Kakutę wyruszył osłaniać konwój na wyspę Kiska.
Od 16 lipca do 4 sierpnia 1942 roku okręt przechodził remont w Yokosuce. Po bombardowaniu wyspy Kiska przez zespół pięciu krążowników kadm. Roberta Alfreda Theobalda 8 sierpnia 1942 roku, „Abukuma” została pilnie skierowana na Wyspy Kurylskie. Okręt powrócił 16 sierpnia do Ōminato. W dniach 2–16 września okręt wraz z okrętami „Nachi”, „Tama” oraz „Kiso” operował w rejonie wysp Kiska i Attu. W październiku jednostka ponownie operował w rejonie Attu. W dniach 9–27 listopada „Abukuma” oraz krążownik „Kiso” wykonał rejs transportowy do Attu.

### Lata 1943-1944
Od 12 grudnia 1942 roku do 16 stycznia 1943 roku okręt przechodził modernizację w Sasebo, gdzie zdjęto z krążownika armatę numer 5. Pod koniec stycznia 1943 roku okręt eskortował transportowiec „Toko Maru” do wyspy Shumshu na Aleutach. 18 lutego 1943 roku krążownik wyruszył jako osłona krążownika pomocniczego „Awata Maru” z zaopatrzeniem na wyspę Kiska. W dniach 7–13 marca tego samego roku osłaniał transportowiec „Sakito Maru”, który kierował się na Attu, czego dokonał w składzie 5. Floty. 22 marca 5. Flota w składzie: „Abukuma”, „Nachi”, „Maya” oraz pięciu niszczycieli wyruszyły z wyspy Paramuszyr jako eskorta trzech zaopatrzeniowców na Attu. 27 marca okręt stoczył walkę z jednostkami US Navy dowodzonymi przez kadm. Charlesa H. McMorrisa. W czasie starcia „Abukuma” wystrzeliła blisko setkę pocisków artylerii głównej oraz 4 torpedy kal. 610 mm, nie odnosząc w starciu uszkodzeń. Okręt wrócił do zatoki Kataoka 28 marca 1943 roku.
Od 17 kwietnia do 17 maja 1943 roku, krążownik przechodził modernizację w Maizuru. Zyskał on m.in. radar ostrzegania powietrznego Typu 21, który zainstalowano na przednim maszcie. W maju 1943 roku okręt wraz z „Kiso” miał za zadanie ewakuować żołnierzy z Attu, jednak z powodu zajęcia przez Amerykanów wyspy operację przerwano. 10 czerwca 1943 roku kadm. Masatomi Kimura został mianowany dowódcą 1. Flotylli, który miał za zadanie ewakuować garnizon z wyspy Kiska. Pierwsza próba z 9 lipca zakończyła się fiaskiem. Druga próba miała miejsce w dniach 22 lipca – 1 sierpnia. Łącznie udało ewakuować z wyspy ponad 5000 żołnierzy. „Abukuma” w tym celu została wyposażona w trzy 14-metrowe barki desantowe oraz drugi z jej kominów został przemalowany na biało, by upodobnić krążownik do jednostki dwukominowej (okręt miał trzy kominy). Na pokładzie krążownika przewieziono 1200 osób.
W następnych miesiącach 1. Flota operowała na wodach Północnego Pacyfiku. 12 września 1943 roku krążownik został zaatakowany przez grupę bombowców Consolidated B-24 Liberator, w wyniku którego odniósł lekkie uszkodzenia. Od 8 października do 23 listopada 1943 roku okręt poddano kolejnej wojennej modernizacji w Yokosuce. W wyniku prac krążownik wyposażono w podwójną armatę przeciwlotniczą kal. 127 mm w miejsce rufowego działa numer 7 oraz zwiększono małokalibrową obronę przeciwlotniczą poprzez zwiększenie liczby armat kal. 25 mm.
Między 21 czerwca a 13 lipca 1944 roku okręt ponownie skierowano na modernizację do Yokosuki, gdzie zamontowano radar ostrzegania nawodnego Typu 22, 10 pojedynczych działek kal. 25 mm oraz 5 pojedynczych wielkokalibrowych karabinów maszynowych kal. 13,2 mm. Od sierpnia do października 1944 roku okręt wraz z 1. Flotyllą Niszczycieli prowadził ćwiczenia na Morzu Japońskim. 24 października 1944 roku krążownik wyruszył w składzie 2. Zespołu Południowego, dowodzonego przez wadm. Kiyohide Shimę: „Abukuma”, „Nachi”, „Ashigara” oraz cztery niszczyciele, w kierunku amerykańskich okrętów w zatoce Leyte wodami Morza Mindanao.
Rankiem 25 października okręty wadm. Shimy zostały zaatakowane przez amerykańskie kutry torpedowe, podczas wchodzenia do Cieśniny Surigao. Około godziny 3:30 torpeda wystrzelona z pokładu kutra PT-137 trafiła w lewą burtę „Abukumy”. W wyniku trafienia zginęło 30 marynarzy. Uszkodzony krążownik pod eskortą niszczyciela „Ushio” udał się do Dapitan, gdzie dokonano prowizorycznych napraw. Rankiem 26 października oba okręty wyruszyły na wyspę Coron, która leżała na północ od Palawanu. Cztery godziny później okręty zostały zaatakowane przez bombowce B-24 należące do 5. oraz 22. Grupy Bombowej. Między godziną 10:00 a 10:20 w krążownik trafiły trzy bomby w rejon armat 3 i 5. W wyniku trafienia na okręcie wybuchł pożar, przestał działać ster oraz spadła prędkość. Około godziny 10:30 doszło do eksplozji torped, w które uzbrojony był krążownik. Załoga opuściła płonący okręt. Zginęło 250 marynarzy, zaś 283 zostało uratowanych przez niszczyciel „Ushio”. „Abukuma” spoczęła na pozycji 09°20′S 122°32′E/-9,333333 122,533333, na zachód od wyspy Negros. Okręt skreślono ze stanu floty 20 grudnia 1944 roku.